# Typ Mannheim

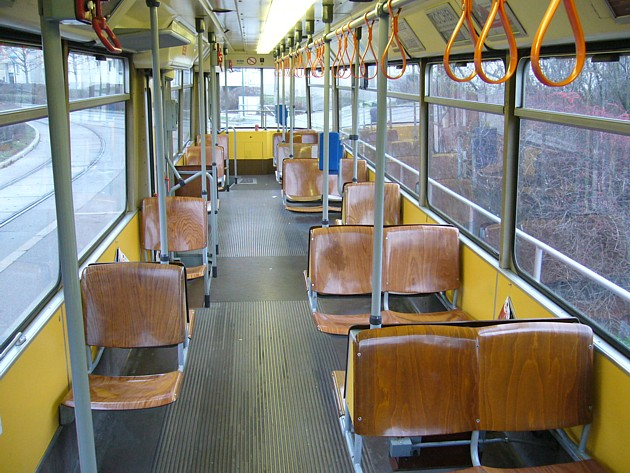
Innenansicht eines Wiener c_{5}-Beiwagens mit den bauarttypischen hohen Fenstern sowie den an der Decke aufgehängten Sitzen

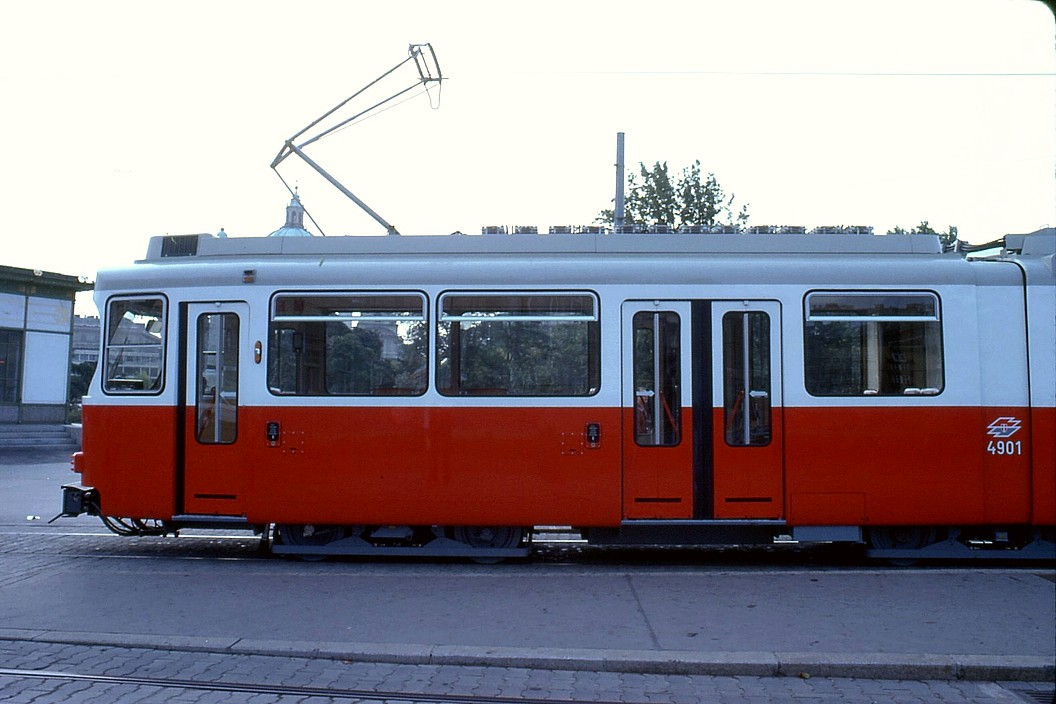
Ebenso charakteristisch für den Typ Mannheim sind die nach unten gezogenen Türfenster

Der Typ Mannheim ist eine zwischen 1969 und 1993 in großen Stückzahlen produzierte deutsch-österreichische Fahrzeug-Baureihe für Straßenbahnen beziehungsweise Stadtbahnen in Hochflurbauweise. 

## Geschichte und Aufbau
Die 351 Triebwagen in Gelenkbauweise samt zugehöriger 175 Beiwagen in Großraum- und Gelenkbauweise wurden vom deutschen Hersteller Duewag konzipiert und später zusätzlich auch von den Unternehmen LHB, Lohner, MAN und Simmering-Graz-Pauker (SGP) als Lizenzbau produziert. Der Typ Mannheim gilt neben dem Frankfurter P-Triebwagen (ab 1972) und dem Stadtbahnwagen Typ M/N (ab 1975) als Nachfolger der klassischen Duewag-Gelenkwagen beziehungsweise der Duewag-Großraumwagen, die beide aus den 1950er Jahren stammen und entsprechend modifiziert wurden. Dies geschah speziell für die Straßenbahn Mannheim, die der Baureihe letztlich auch ihren Namen gab. 
Wichtigste Neuerungen des Typs Mannheim:
- größere Seitenfenster, ganzes Fenster zwischen Gelenk und mittlerer Tür im Außenwagen, dadurch nur noch zwei Fenster zwischen den beiden Einstiegen eines Wagenteils
- circa zehn Zentimeter höhere, bis zur Dachkante reichende Fensterscheiben – um stehenden Fahrgästen einen besseren Ausblick zu ermöglichen
- weiter nach unten gezogenen Türfenster, die deutlich höher sind als die gewöhnlichen Seitenfenster und somit aussteigenden Fahrgästen schon vorab einen Überblick über die Situation an der Haltestelle beziehungsweise auf dem Bahnsteig ermöglichen, insbesondere um beim Einmannbetrieb mobilitätseingeschränkte Personen schon von innen erkennen zu können, die Hilfe beim Einstieg benötigen
- mittiger Doppelscheinwerfer statt vorher üblichem Einzelscheinwerfer (für Mannheim)
- Zusammenlegung der Rollbandanzeige für die Linienbezeichnung mit der Rollbandanzeige für das Fahrtziel (VÖV-Maße) in einem gemeinsamen Kasten im Dachbereich (außer Braunschweig und Wien), dadurch höhere Frontscheiben
- heckseitige Liniennummernanzeige ebenfalls vollständig in den Wagenkasten integriert statt zuvor leicht hervorstehend, dadurch auch höhere Heckscheiben
- Durchgehende Vis-à-vis-Bestuhlung im Innenraum auch bei Einrichtungswagen, ergänzt durch kleine Ablagetische
- Sitze durch Haltestangen an der Decke aufgehängt, dadurch einfachere Reinigung des Wagenbodens
- Gelenkportal mit neu konstruierter Kunststoffverkleidung zur Geräuschdämmung im Innenraum
- Widerstände unterflur statt wie zuvor auf dem Wagendach angeordnet
- Ausrüstung mit Klimaanlage
- Klappfenster statt Schiebefenster

Die vorgenannten Ausstattungsmerkmale wurden nicht durchgängig in allen Städten verwirklicht. Beispielsweise besaßen die Typ Mannheim für Braunschweig und Wien größere, über den Zielschildern angebrachte Anzeigen für die Liniennummern. Die Braunschweiger und Augsburger Fahrzeuge haben keine Klimaanlagen, die Augsburger Triebwagen besitzen auf dem Boden aufgestellte Fahrgastsitze in Reihenanordnung und die Wiener E6 tragen die Widerstände auf dem Fahrzeugdach.   
Alle Wagen waren von Beginn an für Schaffnerlosen Betrieb ausgelegt. 
Eng mit dem Typ Mannheim verwandt sind außerdem die zusammen 25 zwischen 1971 und 1991 gebauten Achtachser des Typs Freiburg, die jedoch aufgrund ihres vierachsigen Mittelwagens mit zwei aufgesattelten Endwagen ohne Jakobs-Drehgestelle auskommen und deshalb als eigene Bauart betrachtet werden.

## Übersicht Triebwagen
|  | Netz         | Baujahre  | Anzahl | Art                | Spurweite | Achsen | Breite  | Nummern                         | Hersteller   | Bemerkungen |
|  | ------------ | --------- | ------ | ------------------ | --------- | ------ | ------- | ------------------------------- | ------------ | --- |
|  | Mannheim     | 1969–1971 | 020    | Einrichtungswagen  | 1000 mm   | 6      | 2200 mm | 451–470                         | Duewag       | Abgabe an Görlitz (460, 465, 468), Helsinki (451, 453, 455–457) und Zagreb (461–463, 466, 467), übrige in Mannheim verschrottet, 455 wieder zurück nach Mannheim als Grüne Bahn für BUGA im Juni 2023 und dann als Museumswagen |
|  | Duisburg     | 1971–1974 | 018    | Einrichtungswagen  | 1435 mm   | 8      | 2250 mm | 1077–1094                       | Duewag       | 1086 nach Brand 1983 ausgemustert, übrige in den Jahren 1988–1991 an Graz abgegeben, dort neue Nummern 521–537 |
|  | Düsseldorf   | 1973–1975 | 069    | Zweirichtungswagen | 1435 mm   | 8      | 2400 mm | 3001–3065, 3101–3104            | Duewag       | vor Ort als Typ GT8S bezeichnet, Wagen 3101–3104 anfangs mit Speiseabteil, Wagen 3101–3104 und 3201–3236 in den Jahren 1981–1983 u. a. mit Klapptrittstufen und erhöhtem Fahrzeugboden für den Einsatz im Netz der Stadtbahn Düsseldorf nachgerüstet und fortan als Typ GT8SU bezeichnet, 32 dieser Wagen wurden zwischen 2011 und 2013 erneut modernisiert. Wagen 3101 und 3206 werden als unmodernisierte historische Fahrzeuge erhalten. |
|  | Braunschweig | 1973–1977 | 026    | Einrichtungswagen  | 1100 mm   | 6      | 2200 mm | 7351–7358, 7551–7556, 7751–7762 | Duewag / LHB | vorgesehen für Doppeltraktion, Wagen 7762 im Jahr 2000 nachträglich zu einem Achtachser mit niederflurigem Mittelteil erweitert |
|  | Augsburg     | 1976      | 012    | Einrichtungswagen  | 1000 mm   | 8      | 2200 mm | 801–812                         | MAN          | seit 2010 außer Betrieb, 806 Arbeitswagen, 807 Museumswagen, übrige 2012 nach Iași abgegeben |
|  | Wien         | 1977–1990 | 122    | Einrichtungswagen  | 1435 mm   | 6      | 2265 mm | 4001–4098, 4301–4324            | SGP / Lohner | vor Ort als Typ E2 bezeichnet |
|  | Graz         | 1978      | 010    | Einrichtungswagen  | 1435 mm   | 8      | 2260 mm | 1–10                            | SGP          | später in 501–510 umnummeriert |
|  | Wien         | 1979–1990 | 048    | Zweirichtungswagen | 1435 mm   | 6      | 2305 mm | 4901–4948                       | Lohner       | vor Ort als Typ E6 bezeichnet, beschafft für den Einsatz auf der Wiener Elektrischen Stadtbahn beziehungsweise später auf der Linie U6 der U-Bahn Wien, traktionsfähig, in Wien nicht mehr im Einsatz, Abgabe an Utrecht und Krakau |
|  | Wien         | 1979–1993 | 026    | Zweirichtungswagen | 1435 mm   | 8      | 2400 mm | 101–126                         | SGP          | beschafft von den Wiener Lokalbahnen (WLB) für den Einsatz auf der Lokalbahn Wien–Baden, vor Ort als Reihe 100 bezeichnet, traktionsfähig, Wagen 102 und 107 2010 ausgemustert |

## Übersicht Beiwagen
|  | Netz         | Baujahre  | Anzahl | Art                | Spurweite | Achsen | Breite  | Nummern              | Hersteller   | Bemerkungen |
|  | ------------ | --------- | ------ | ------------------ | --------- | ------ | ------- | -------------------- | ------------ | --- |
|  | Braunschweig | 1974–1977 | 012    | Einrichtungswagen  | 1100 mm   | 4      | 2200 mm | 7471–7476, 7771–7776 | Duewag / LHB | 7471, 7472, 7475 und 7476 in den Jahren 2007–2009 für den Betrieb hinter Niederflurtriebwagen umgebaut, dabei letzter Einstieg verschlossen                                                       |
|  | Wien         | 1978–1990 | 117    | Einrichtungswagen  | 1435 mm   | 4      | 2265 mm | 1401–1517            | Lohner       | vor Ort als Typ c5 bezeichnet |
|  | Wien         | 1979–1990 | 046    | Zweirichtungswagen | 1435 mm   | 6      | 2305 mm | 1901–1946            | Lohner       | vor Ort als Typ c6 bezeichnet, beschafft für den Einsatz auf der Stadtbahn beziehungsweise später auf der Linie U6 der U-Bahn Wien, in Wien nicht mehr im Einsatz, Abgabe nach Utrecht und Krakau |